# Espada jineta
El calificativo jineta responde a un tipo de espada de producción genuinamente nazarí, introducida en Al-Ándalus por los zenatas (de los cuales derivaría el nombre). Correspondía a un tipo de espadas rectas, de doble filo con canal hasta la mitad, de empuñadura osiforme y con pomo redondo, de una sola mano, y cuyos arriaces de forma redondeada caían hacia la hoja dejando un mínimo espacio entre sí. Pero sin duda, su característica más importante era el grandioso trabajo y calidades de los materiales con los que se fabricaban las empuñaduras.

## Historia
Estas espadas originales de Al-Ándalus, el territorio de la península ibérica que estuvo bajo dominio musulmán, fueron en un principio armas de la caballería de los zenatas, pero a medida que la fama y técnica de monta "a la jineta", y del uso de estas armas por tropas "moras" de los reinos "cristianos" ibéricos -o por botín de guerra-, comenzaron a ser empleadas por los más reputados nobles y guerreros de la proto España de la Reconquista, datándose sus primeras apariciones documentadas no antes del siglo XIII, y cerrándose su uso y fabricación "cristiana" hacia el siglo XV, y en Toledo.

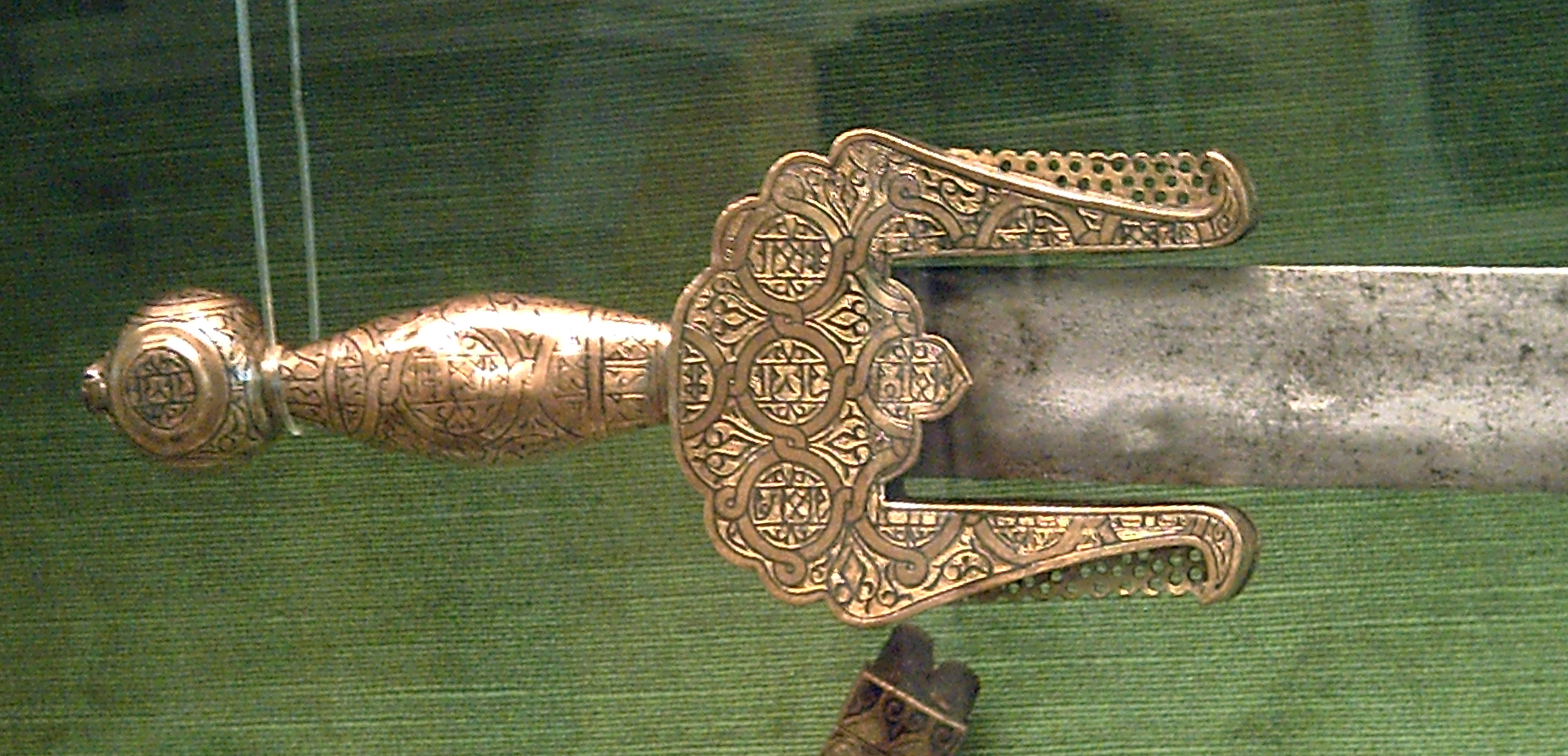
Empuñadura de una jineta nazarí del siglo XIV o XV (M.A.N., Madrid).

Aunque quedan pocos ejemplares en todo el mundo, la espada jineta tenía dos variantes muy bien diferenciadas: la de armas -cuyos ejemplares no se encuentran en museos, pero sí se les hace referencia en documentos de la época-, y la de "parada" u "oficialía". De estas últimas son los ejemplares que podemos encontrar en los respectivos museos -como la espada de Boabdil o la Tizona de el Cid-, y son las que han servido para catalogar a estas espadas como armas lujosamente forjadas y ataviadas de los mejores materiales de la época.
Fue por tanto la nueva técnica de guerra de la caballería musulmana -adoptada más tarde por los reinos cristianos- la que propició el desarrollo de las espadas jinetas en Al-Ándalus (Granada sobre todo), más acordes al tipo de lucha que revolucionó las guerras de conquista y reconquista peninsulares.

## Espadas jinetas famosas
- Espada de Boabdil
- Tizona